# StarCraft (joc video)
StarCraft este un joc video de strategie în timp real, științifico-fantastic militar, dezvoltat de firma Blizzard Entertainment. Primul joc al seriei StarCraft a fost lansat în versiunea pentru Microsoft Windows pe 31 martie 1998. Fiind vândut în peste 11 milioane de exemplare până în februarie 2009, este unul dintre cele mai bine vândute jocuri pentru computerele personale. O versiune pentru Mac OS a apărut în martie 1999, iar o adaptare pentru Nintendo 64, produsă în cooperare cu Mass Media Games, a fost lansată pe 13 iunie 2000. Jocul a fost dezvoltat din anul 1995, imediat după apariția jocului Warcraft II. StarCraft a debutat la expoziția E3 din 1996, unde a fost comparat nefavorabil cu Warcraft II. Drept urmare, proiectul a fost revizuit complet și a fost dezvăluit publicului la începutul anului 1997, fiind primit mult mai bine de critici. Povestea jocului a fost adaptată și extinsă printr-o serie de romane, o expansiune denumită StarCraft: Brood War și alte două extensii autorizate. Peste 12 ani mai târziu, continuarea jocului, StarCraft II: Wings of Liberty, a fost lansată în iulie 2010 urmată de două pachete de expansiune, Heart of the Swarm și Legacy of the Void.
Acțiunea jocului, plasată în secolul al XXVI-lea, se concentrează asupra a trei specii care se luptă pentru dominarea unei părți din Calea Lactee denumită Sectorul Koprulu: Terran (în română: tereștrii, denumiți de obicei Terrani de jucătorii români), oameni exilați de pe Pământ, capabili de a se adapta oricărei situații; Zerg, o rasă extraterestră asemănătoare insectelor, aflată în căutarea perfecțiunii genetice și preocupată de asimilarea altor rase; și Protoss, o rasă umanoidă, dotată cu tehnologie avansată și puteri psionice, care încearcă să-și păstreze civilizația și codul filozofic strict de a trăi de invazia Zerg. StarCraft a fost lăudat pentru ideea inovatoare de a folosi facțiuni unice în universul jocurilor de strategie în timp real și pentru intriga convingătoare.
Mulți dintre jurnaliștii din domeniul jocurilor video au lăudat StarCraft pentru impunerea unor standarde ridicate în dezvoltarea strategiilor în timp real, plasându-l printre cele mai bune și mai importante jocuri video din toate timpurile. Multiplayer-ul jocului este foarte popular în Coreea de Sud, unde jucători și echipe intră în competiții profesionale, câștigă sponsorizări și participă la turnee televizate.

## Universul jocului
Mulți critici consideră că Blizzard Entertainment a revoluționat genul jocurilor de strategie în timp real prin utilizarea a trei rase distincte în StarCraft. Toate unitățile sunt unice în cadrul raselor respective și, cu toate că o comparație în mare asupra unor anumite tipuri de unități din arborele tehnologic al jocului este posibilă, fiecare unitate se comportă diferit și necesită tactici diverse pentru a avea succes. Enigmaticii Protoss au acces la unități și mașinării puternice, la tehnologii avansate precum scuturi de energie și abilitatea de a se deplasa la o viteză superluminică pe plan local, toate având la bază puterile lor psionice. Cu toate acestea, forțele lor necesită un proces de fabricație lung și costisitor, încurajând astfel jucătorii să urmeze o strategie bazată pe calitatea unităților și nu pe numărul lor. Zerg, o rasă asemănătoare insectelor, are unități și construcții complet organice, care pot fi produse rapid și relativ ieftin, însă acestea sunt mai slabe și se bazează pe număr și viteză pentru a copleși adversarii. Terranii urmează calea de mijloc în comparație cu celelalte rase, având unități flexibile și versatile. Ei au acces la tehnologii și mașinării balistice, precum tancuri și arme nucleare. Deși fiecare rasă este unică din punct de vedere al structurii, nici o rasă nu are un avantaj nativ asupra celorlalte două. Fiecare facțiune este echilibrată în raport cu celelalte două, astfel încât deși au diferite atuuri, puteri și abilități, forța lor este asemănătoare. Jocul este echilibrat prin intermediul unor patch-uri (pachete de corecție) asigurate de Blizzard.
Inteligența artificială a jocului StarCraft este scalară, deși jucătorul nu poate schimba gradul de dificultate în timpul campaniei jocului singleplayer. Fiecare campanie a jocului începe cu adversari care practică un joc modest; dificultatea jocului crește pe măsură ce campania avansează. În editorul de nivel inclus în joc, un designer are acces la patru setări de dificultate: „ușor”, „mediu”, „greu” și „foarte greu”. Fiecare nivel de dificultate este diferit, având unități și tehnologii disponibile adecvate, precum și o complexitate corespunzătoare a planificărilor tactice și strategice ale inteligenței artificiale. Campania jocului are treizeci de misiuni, fiecare rasă având zece misiuni de îndeplinit.

### Administrarea resurselor
Fiecare rasă se bazează pe două resurse pentru a susține economia jocului și a construi unități: minerale și gaze naturale Vespene. Mineralele sunt necesare pentru toate clădirile și unitățile, fiind obținute prin recoltare de către o unitate specială direct din centrele împrăștiate pe toată harta. Jucătorii au nevoie de gazele Vespene pentru a construi unități și structuri avansate, acestea fiind obținute prin intermediul unor rafinării construite deasupra gheizerelor. Ulterior, o unitate-muncitor transportă gazele spre centrul de colectare. În plus, jucătorii trebuie să reglementeze nivelul proviziilor necesare propriilor trupe pentru a fi siguri că pot construi numărul de unități de care au nevoie. Natura acestor provizii diferă în funcție de rasă: Terranii au provizii fizice stocate în depozite, Protoss folosesc un centru de energie psionică, iar Zerg depind de unitățile suzerane de control prezente. Mecanica proviziilor funcționează în mod asemănător pentru toate cele trei rase (însă cu efecte secundare diferite pentru fiecare specie), permițându-le jucătorilor să creeze noi unități numai atunci când există suficiente provizii pentru ele.

### Dezvoltarea bazelor

Structuri şi unităţi Zerg

Structurile Protoss și Zerg sunt limitate la anumite zone: clădirile Protoss trebuie să fie conectate la o rețea de energie, în timp ce toate structurile Zerg trebuie să fie amplasate pe un covor de biomasă denumit creep, produs de anumite clădiri. Construcțiile Terrane nu sunt la fel de restricționate; unele clădiri primare ale bazei pot decola și zbura lent spre o nouă destinație. Structurile tereștrilor necesită însă o unitate-muncitor prezentă în permanență pentru a construi clădirea. De asemenea, dacă o clădire a fost avariată serios, aceasta este afectată de incendii și va arde singură din temelii dacă nu este reparată de o unitate-muncitor. Rasa Protoss, prin contrast, nu necesită decât ca unitatea-muncitor să transporte clădirea pe teatrul de operațiuni prin intermediul unei tehnologii avansate, aceasta dezvoltându-se singură treptat. Structurile Protoss beneficiază și de scuturi de protecție care pot fi regenerate (clădirea nu poate fi reparată însă). Structurile Zerg apar prin metamorfozarea unei unități-muncitor și sunt capabile de a se vindeca lent singure.

### Multiplayer
Multiplayer-ul jocului StarCraft are la bază serviciul on-line Battle.net al Blizzard Entertainment. Prin intermediul acestuia, până la opt jucători pot concura într-o varietate de moduri ale jocului: de la anihilarea completă a celorlalți jucători (care poate fi competitivă, folosind sistemul Ladder, sau fără clasament), până la jocuri cu obiective gen „regele dealului” (în engleză: king of the hill) sau „capturarea steagului inamic” (în engleză: capture the flag). În plus, jocul are o varietate de scenarii specializate pentru diferite tipuri de joc, precum simularea unui joc de fotbal american, folosirea unității Terrane „Hovercraft” într-o cursă de motociclete sau găzduirea unei competiții Zerg care constă într-o vânătoare. StarCraft este printre puținele jocuri care includ o instalare de tip „spawn”. Aceasta necesită instalarea de pe discul compact și prezența unei chei de activare pentru a funcționa ca versiunea completă. Totuși, o cheie de activare suportă până la opt instalări de tip „spawn” cu acces la Battle.net. Limitările unei instalări de tip „spawn” constau în eliminarea jocului solitar, crearea unui joc multiplayer și folosirea editorului de campanie.

## Poveste
Povestea din StarCraft este prezentată prin manualul său de instrucțiuni, informațiile pentru fiecare misiune și conversațiile din cadrul misiunilor în sine, împreună cu utilizarea secvențelor cinematografice în punctele cheie. Jocul în sine este împărțit în trei episoade, câte unul pentru fiecare rasă a jocului. În primul segment al jocului, jucătorul și Jim Raynor încearcă să controleze colonia Mar Sara în urma atacurilor Zergilor asupra altor lumi terrane. După ce Confederația l-a arestat pe Raynor pentru distrugerea proprietăților Confederației, în ciuda faptului că a fost infestată de Zergi, jucătorul se alătură lui Arcturus Mengsk și Fiilor lui Korhal. Raynor, care este eliberat de trupele lui Mengsk, li se se alătură și însoțește frecvent jucătorul în misiuni. Mengsk începe apoi să utilizeze tehnologia confederată capturată pe Mar Sara pentru a-i ademeni pe Zergi pentru a ataca instalațiile Confederației și pentru a-și dezvolta propriile obiective. După ce l-a obligat pe generalul confederat Edmund Duke să i se alăture, Mengsk sacrifică propriul său comandant, pe Sarah Kerrigan, pentru a asigura distrugerea Confederației prin atragerea Zergului în capitala confederată Tarsonis. Raynor este indignat de adevăratele scopuri ale lui Mengsk de a obține puterea cu orice preț și dezertează, luând cu el o mică armată a fostei miliții coloniale din Mar Sara. Mengsk reorganizează ceea ce rămâne din populația terrană în Dominionul Terran, încununându-se ca împărat.
A doua campanie dezvăluie că Kerrigan nu a fost ucisă de Zergi, ci a fost capturată și infestată în efortul de a încorpora trăsăturile ei umane psionice în bazinul genetic Zerg. Ea apare cu mult mai multe puteri psionice și cu forță fizică sporită, ADN-ul ei s-a modificat complet. Între timp, comandantul Protoss, Tassadar, descoperă că cerebralii Zerg (cerebrates) nu pot fi uciși prin mijloace convenționale, ci că pot fi răniți de puterile păzite în templul întunecat (dark templar) eretic. Tassadar se aliază cu prelatul dark templar Zeratul, care îl asasinează pe Zasz, unul dintre cerebrates Zerg din grupurile lor-stup (hives) de pe Char. Moartea lui Zasz face ca forțele sale să treacă fără control prin stupii Zerg, dar leagă un scurt timp mințile lui Zeratul și Zerg Overmind, permițându-i în cele din urmă Overmind-ului să afle locația lumii de origine protoss Aiur, pe care Overmind a căutat-o de milenii. Principalul roi Zerg invadează rapid planta Aiur, în timp ce Kerrigan este trimisă să se ocupe de Tassadar și, în ciuda rezistenței grele a Protoșilor, Overmind-ul este capabil să se infiltreze în crusta planetei.
În ultimul episod al jocului Aldaris și guvernul Protoss îl consideră pe Tassadar un trădător și un eretic pentru că a conspirat cu templul întunecat. Jucătorul (ulterior este dezvăluit în rolul lui Artanis) inițial, îl ajută pe Aldaris pentru apărarea planetei Aiur de invazia Zerg, dar în timp ce se află în misiune pentru a-l aresta pe Tassadar, jucătorul se alătură acestuia în schimb. Un război civil Protoss izbucnește, punându-i pe Tassadar, Zeratul și aliații lor să lupte împotriva unităților Protoss. Templierii întunecați își dovedesc valoarea în momentul în care își folosesc energiile pentru a ucide încă două cerebrates Zerg de pe Aiur, iar Conclavul se împacă cu ei. Ajutat de forțele lui Raynor - care s-au unit cu ale lui Tassadar înapoi pe Char - Protoss-ul a trecut prin apărarea slăbită a Overmind-ului și a distrus carapacea exterioară a Overmind-ului, dar a avut pierderi grele în acest proces. Tassadar își canalizează propriile energii psionice în combinație cu cele ale templierului întunecat prin coca navei sale de comandă și o prăbușește în Overmind, sacrificându-se pentru a o distruge.

## Nuvelizări
Povestirea StarCraft: Revelations a apărut la 29 martie 1999 în revista Amazing Stories, a fost scrisă de Chris Metzen și Sam Moore. La jumătatea anului 2000 în aceeași revistă a apărut povestirea StarCraft: Hybrid de Micky Neilson.
Romanul StarCraft: Uprising de Micky Neilson  a apărut inițial ca e-book în decembrie 2000 și prezintă originea personajului Sarah Kerrigan.
Romanul StarCraft: Cruciada lui Liberty a apărut la 1 martie 2001 și a fost scris de Jeff Grubb și publicat de Simon & Schuste.
În noiembrie 2007 a apărut The StarCraft Archive care conține e-book-ul/cartea Uprising și cărțile tipărite Cruciada lui Liberty (2001), StarCraft: Shadow of the Xel'Naga (Umbra Xel'Naga, apărută prima dată în iulie 2001), StarCraft: Speed of Darkness (Viteza întunericului, apărută prima dată în iunie 2002).